# Circondario del Reno-Neckar
Il circondario del Reno-Neckar (in tedesco Rhein-Neckar-Kreis) è uno dei circondari più popolati della Germania.
Si trova nel Nord-Ovest del Baden-Württemberg ed è costituito dalla rete di Comuni intorno alle città di Mannheim e Heidelberg. Fa parte del regione metropolitana del Reno-Neckar.

## Società

### Evoluzione demografica
| 1973    | 1975    | 1980    | 1985    | 1987    | 1990    | 1995    | 2000    | 2005    | 2007    |
| 447 099 | 449 602 | 463 110 | 467 597 | 465 342 | 488 017 | 512 445 | 524 028 | 533 993 | 534 989 |

## Geografia antropica

### Città e comuni
(Abitanti il 31 dicembre 2022)
| Città 1. Eberbach (14 504) 2. Eppelheim (15 555) 3. Hemsbach (11 828) 4. Hockenheim (21 745) 5. Ladenburg (12 517) 6. Leimen (27 142) 7. Neckarbischofsheim (4 230) 8. Neckargemünd (13 576) 9. Rauenberg (8 736) 10. Schönau (4 449) 11. Schriesheim (22 062) 12. Schwetzingen (14 504) 13. Sinsheim (36 601) 14. Waibstadt (5 728) 15. Walldorf (15 892) 16. Weinheim (45 275) 17. Wiesloch (27 049) | Comuni 1. Altlußheim (6 315) 2. Angelbachtal (5 159) 3. Bammental (6 594) 4. Brühl (14 242) 5. Dielheim (9 232) 6. Dossenheim (12 592) 7. Edingen-Neckarhausen (14 173) 8. Epfenbach (2 413) 9. Eschelbronn (2 758) 10. Gaiberg (2 392) 11. Heddesbach (464) 12. Heddesheim (11 927) 13. Heiligkreuzsteinach (2 644) 14. Helmstadt-Bargen (3 881) 15. Hirschberg an der Bergstraße (9 860) 16. Ilvesheim (9 299) 17. Ketsch (13 128) 18. Laudenbach (6 499) 19. Lobbach (2 352) 20. Malsch (3 503) 21. Mauer (4 163) 22. Meckesheim (5 284) 23. Mühlhausen (8 808) 24. Neidenstein (1 749) 25. Neulußheim (7 128) 26. Nußloch (11 331) 27. Oftersheim (12 183) 28. Plankstadt (10 511) 29. Reichartshausen (2 114) 30. Reilingen (8 128) 31. Sandhausen (15 455) 32. Schönbrunn (2 891) 33. Spechbach (1 706) 34. St. Leon-Rot (13 909) 35. Wiesenbach (3 119) 36. Wilhelmsfeld (3 176) 37. Zuzenhausen (2 290) |

|  | Dilsberg     |
|  | Eberbach     |
|  | Hockenheim   |
|  | Ladenburg    |
|  | Neckargemünd |
|  | Schriesheim  |
|  | Schwetzingen |
|  | Sinsheim     |
|  | Weinheim     |